# Албешть (Арджеш)
Албешть, Албешті (рум. Albești) — село у повіті Арджеш в Румунії. Адміністративний центр комуни Албештій-де-Мусчел.
Село розташоване на відстані 129 км на північний захід від Бухареста, 51 км на північ від Пітешть, 144 км на північний схід від Крайови, 60 км на південний захід від Брашова.

## Населення
За даними перепису населення 2002 року у селі проживали 1216 осіб, усі — румуни. Усі жителі села рідною мовою назвали румунську.